# Деда Ярослав Мирославович
Ярослав Мирославович Деда (нар. 28 травня 1999, с. Івано-Франкове, Яворівський район, Львівська область) — український футболіст і футзаліст, нападник українського футзального клубу «Янів».

## Життєпис

### Ранні роки
Вихованець аматорського клубу БРВ-ВІК (Володимир-Волинський) та ДЮСШ луцької «Волині». Із 2012 по 2015 рік провів у чемпіонаті ДЮФЛ 59 матчів, забивши 50 голів.

### Клубна кар'єра
25 липня 2014 року дебютував за молодіжну (U-21) команду «хрестоносців» у поєдинку з маріупольським «Іллічівцем». У юнацькій (U-19) команді дебютував 27 серпня того ж року в матчі проти львівських «Карпат».
13 березня 2016 року дебютував у складі «Волині» в домашній грі Прем'єр-ліги проти дніпродзержинської «Сталі», вийшовши у стартовому складі, проте вже на 26-й хвилині був замінений на Олександра Чепелюка. Таким чином Ярослав у віці 16 років і 290 днів став наймолодшим дебютантом сезону 2015/16. 21 вересня 2016 року забив свій перший гол за основну команду «Волині» на 79-й хвилині кубкового домашнього поєдинку проти донецького «Олімпіка», вийшовши на заміну й першим доторком до м'яча принісши перемогу своїй команді з рахунком 2:1. 28 вересня 2016 року стало відомо, що Дедою та його партнером по «Волині» Артемом Дудіком зацікавився донецький «Шахтар».
8 вересня 2017 року став гравцем азербайджанського «Карабаху», втім за першу команду так і не дебютував, тому на початку 2019 року повернувся на батьківщину, ставши гравцем львівських «Карпат».
В сезоні 2021/22 приєднався до «Яніва», що виступає у львівській зоні другої ліги чемпіонату України з футзалу.

### Збірна
Із 2014 по 2015 рік грав у складі юнацької збірної України U-16. Із 2015 року грає за юнацьку збірну U-17. Наприкінці вересня 2016 року був викликаний до лав юнацької збірної U-18 і 7 та 9 жовтня взяв участь у товариських поєдинках із командою Австрії.

## Статистика
Статистичні дані наведено станом на 26 листопада 2016 року
| Клуб     | Ліга         | Сезон   | Чемпіонат | Чемпіонат | Кубок | Кубок | U-21 | U-21 |
| Клуб     | Ліга         | Сезон   | Ігри      | Голи      | Ігри  | Голи  | Ігри | Голи |
| -------- | ------------ | ------- | --------- | --------- | ----- | ----- | ---- | ---- |
| «Волинь» | Прем'єр-ліга | 2014/15 |           |           |       |       | 7    | 1    |
| «Волинь» | Прем'єр-ліга | 2015/16 | 3         | 0         | 1     | 0     | 9    | 3    |
| «Волинь» | Прем'єр-ліга | 2016/17 | 9         | 0         | 2     | 1     | 7    | 3    |

## Родина
Брат Ярослава Мирослав також є професіональним футболістом.